# Анастасія Грецька
Анастасія Грецька і Данська (грец. Αναστασία από την Ελλάδα και τη Δανία), при народженні Ноні Мей Стюарт (англ. Nonie May Stewart), в першому шлюбі Вортінгтон (англ. Worthington), у другому Лідс (англ. Leeds; 20 січня 1878 Зейнсвілл, Огайо, США — 29 серпня 1923 року, Лондон, Велика Британія) — американська спадкоємиця, в третьому шлюбі дружина принца Кристофера Грецького і Данського, молодшого сина короля Георга I й Ольги Костянтинівни, член данської та грецької королівських сімей.

## Біографія
Ноні Мей Стюарт народилася 20 січня 1878 року в місті Зейнсвіль, штат Огайо, США в родині багатого підприємця Вільяма Чарльза Стюарта та його дружини Мері Холден, одружених 11 грудня 1874 року. В 1880 року сім'я переїхала в Клівленд. Незабаром після переїзду мати Ноні померла і батько одружився вдруге. Ноні Мей отримувала домашню освіту, поки не була відправлена до школи місіс Портер у Фармінгтоні, штат Коннектикут. Після її закінчення стала часто бувати у вищому світі.
1 жовтня 1894 року у Клівленді Ноні вийшла заміж за Джорджа Елі Вортінгтона (1872—1950), сина Ральфа Вортінгтона, який був сином найбільшого промисловця Клівленда. У свідоцтві про шлюб було записано, що Ноні народилася в 1876 році з тієї причини, що закон штату Огайо вимагав, щоб жінки вступали в шлюб тільки після досягнення 18-річного віку, а нареченій тоді виповнилося лише 16 років. Пара прожила разом чотири роки, дітей у шлюбі не було. 23 березня 1899 роки вони розлучилися. Ноні повернулася в будинок батька і мачухи.
3 серпня 1900 року вступила в другий шлюб з Вільямом Лідсом (1861—1908), сталевим магнатом. Для обох із подружжя це був другий шлюб. Стан чоловіка оцінювався в 35 мільйонів доларів. У шлюбі мала одного сина:
- Вільям Бейтман Лідс (1902—1971) — був одружений з княжною імператорської крові Ксенією Георгіївною Романовою, мав дочку Ненсі, в 1930 році подружжя розлучилося.

Вільям Лідс помер в 1908 року в Парижі, залишивши весь свій спадок дружині.
Ноні стала вдовою у віці 30 років. Після смерті чоловіка вона переїхала в Європу, оселившись в Лондоні, де в той період була відома під ім'ям Ненсі Лідс. Молода вдова оберталася в колах вищої аристократії. Вона була постійною клієнткою ювелірного дому Cartier, стала збирати дорогі меблі і твори мистецтва.

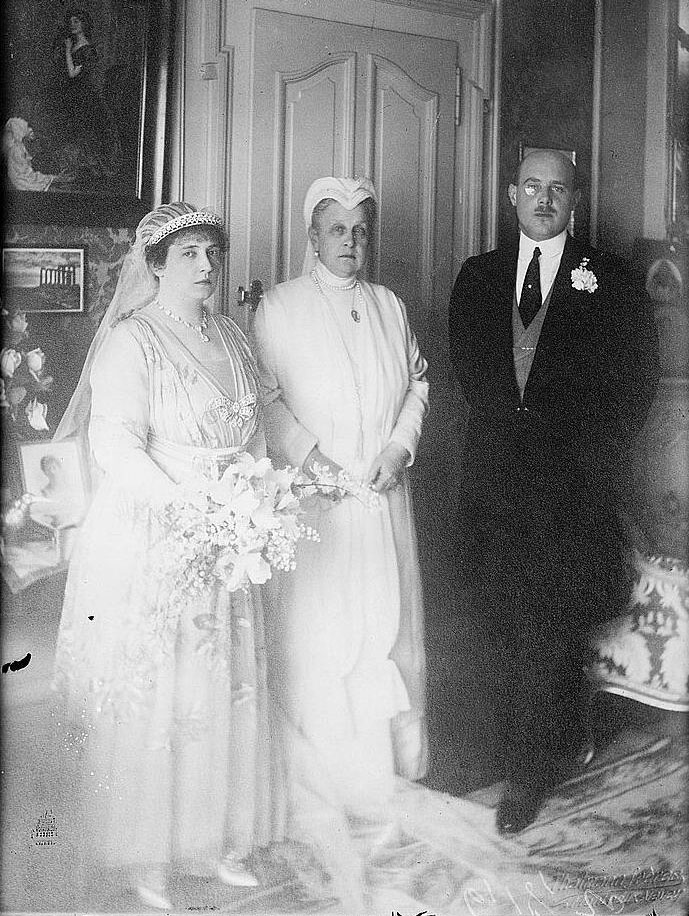
Анастасія Грецька разом з чоловіком принцом Христофором та королевою Ольгою Грецькою, матір'ю Христофора, в день весілля 1 лютого 1920 року

У Лондоні близько 1914 року вона зустріла свого майбутнього третього чоловіка — принца Кристофера Грецького і Данського (1888—1940), молодшого сина короля Греції Георга I, який був на десять років молодшим від неї. Принц в своїх мемуарах писав, що зустрів місіс Лідс, на чотири роки старшу його самого, в Біарріце в 1914 році, вирішив негайно з нею одружитися без будь-яких вагань.
У тому ж 1914 році їх зв'язок став відомим широкому загалу. Весілля було відкладено через незгоду грецької королівської сім'ї на шлюб принца з американською простолюдинкою, яка була вже двічі одружена. Після Першої світової війни, коли королівська сім'я вирушила у вигнання, гроші місіс Лідс допомогли августійшим родичам принца Кристофера. Після цього родичі дали свою згоду на шлюб. Православне весілля відбулося 1 лютого 1920 року в Веве, Швейцарія, через шість років після першої зустрічі. Через чотири дні після весілля Ненсі офіційно перейшла в грецьке православ'я, прийнявши ім'я Анастасія. Від короля Олександра I їй було дано титул «Її Королівська Високість принцеса Анастасія Грецька і Данська». Вона продовжувала з'являтися в американській жовтій пресі, де її називали «Доларова принцеса». Подружжя проживало в Лондоні, де активно брало участь в житті столичного світу.
Незабаром після шлюбу з Христофором у Анастасії був виявлений рак. Вона померла три роки по тому в Спенсер-хаусі. З її волі тіло було повернуто в США і поховано на кладовищі Вудлон, Нью-Йорк, поруч з батьками. Весь спадок померлої принцеси було розділено між сином і чоловіком. У 1929 році Христофор узяв другий шлюб із французькою принцесою Франсуазою Орлеанською (1902—1953), з якою мав єдиного сина, принца Михайла. Помер Кристофер в 1940 році у віці 51 року в Афінах.